# John Flanagan
John Flanagan (nascido em Sydney, Austrália, 22 de maio de 1944) é um escritor australiano, conhecido por ter publicado a série de livros Rangers: Ordem dos Arqueiros, lançada em 2004 na Austrália e 2005 dos Estados Unidos.

## Biografia
Começou como publicitário, depois se tornou escritor e editor de textos. Criou jingles para comerciais, folhetos e vídeos coorporativos. Também foi roteirista de comédias e dramas da TV.
Em 2008 ele ganhou os prêmios de livro do ano para jovens e de sucesso internacional da Australian Publishers Association pelo livro Erak's Ransom.
Originalmente, escreveu estes livros para encorajar seu filho a ler. Michael era um garoto pequeno, assim como Will no livro, e todos os seus amigos eram maiores e mais fortes que ele, fazendo com que tal se sentisse inseguro. John queria mostrar que ler era divertido e que os heróis não precisam ser fortes e grandiosos. 
Ele vive no subúrbio de Mosman, Austrália, com sua esposa, três filhos e quatro netos.

## Literatura

### Rangers: Ordem dos Arqueiros
Will é um garoto pequeno e frágil que sempre sonhou em ser um guerreiro, assim como seu pai, que nunca conheceu. Ele cresceu no Castelo De Redmont, sob a proteção do Barão Arald, que cuidava dos filhos de quem havia morrido protegendo o seu Castelo. 
Quando completa 15 anos, ele não é aceito na escola de guerra por ser muito pequeno, e nem em nenhuma das outras escolas, por não ter talento para tal. Apenas  Halt, o arqueiro, vê as qualidades do jovem. Por causa disso, o testa (mesmo que Will não o saiba no momento do teste) fazendo com que ele fique interessado por um papel que o arqueiro Halt entrega ao Barão Arald.
A partir dai Will começa a ser treinado por Halt.
Os arqueiros do reino são misteriosos, e alguns acham que são feiticeiros, por serem praticamente invisíveis quando o querem. Essa superstição é o que assusta Will no começo, mas logo ele percebe que eles são como uma espécie de agentes secretos do rei e passa a gostar da companhia do mestre.  E quando ganha o seu pequeno cavalo, Puxão - que se comporta quase como um ser humano na série - essa felicidade se torna cada vez mais completa. 
Horace, um garoto que crescera com Will em constante briga, também tem um papel importante na história, vindo a se tornar o melhor amigo deste ao longo da série.  A amizade começa quando, ao entrar na escola de guerra, alguns garotos do segundo ano pegam no pé de Horace, batendo nele e encrencando-o com o rígido mestre do local, o que se prolonga até Will e Halt ajudarem-no a dar uma lição neles e parar com as agressões. A partir daí, Will e Horace viram grandes amigos.
Aclamada pela crítica do mundo todo. Da lista dos livros mais vendido do New York Times. Publicado em mais de 20 países e 8 milhões de cópias vendidas. Vencedor de vários prêmios literário, um verdadeiro best-seller.
Atualmente John Flanagan vendeu os direitos do primeiro livro para ser feito em filme, mas não se tem previsão para lançamento. 

## Obras

### Rangers: Ordem dos Arqueiros
1. The Ruins of Gorlan (2004) Ruínas de Gorlan
2. The Burning Bridge (2005) Ponte em Chamas
3. The Icebound Land (2005) Terra do Gelo
4. Oakleaf Bearers (2006) Folha de Carvalho
5. The Sorcerer in the North (2006) Feiticeiro do Norte
6. Erak's Ransom (2007) Resgate de Erak
7. The Siege of Macindaw (2007) Cerco a Macindaw
8. The Kings of Clonmel (2008) Reis de Clonmel
9. Halt's Peril (2009) Halt Em Perigo
10. The Emperor of Nihon-Ja (2010) Imperador de Nihon-Ja
11. The Lost Stories (2011) Histórias Perdidas

#### Rangers: Arqueiro do Rei
1. The Royal Ranger: A New Beginning (2013) Arqueiro do Rei
2. The Red Fox Clan (2018)
3. Duel At Araluen (2019)
4. The Missing Prince (2020)
5. Escape from Falaise (2021)
6. The Wolves of Azaran (a publicar, 2022)

#### Rangers: A Origem
1. The Tournament at Gorlan (2015)
2. The Battle of Hackham Heath (2016)

### Brotherband
1. The Outcasts (2011)
2. The Invaders (2012)
3. The Hunters (2012)
4. Slaves of Socorro (2014)
5. Scorpion Mountain (2014)
6. The Ghostfaces (2016)
7. The Caldera (2017)
8. Return of the Temujai (2019)
9. The Stern Chase (2022)

### Jesse Parker
1. Storm Peak (2009)
2. Avalanche Pass (2010)

### Romance adulto
1. The Grey Raider (2015)